# Liverpool (Nueva York)
Liverpool es una villa situada en el municipio de Salina, en el condado de Onondaga, estado de Nueva York, Estados Unidos. Tiene una población estimada, a mediados de 2022, de 2266 habitantes.

## Geografía
La localidad está ubicada en las coordenadas 43°06′20″N 76°12′35″O / 43.10556, -76.20972 (43.105566, -76.209664).

## Demografía
Según la estimación 2018-2022 de la Oficina del Censo, los ingresos medios de los hogares de la localidad son de $70,556 y los ingresos medios de las familias son de $79,758. Alrededor del 14.2% de la población está por debajo de la línea de pobreza.